# Миколаївські Вікінги
«Миколаївські Вікінги» — український клуб з американського футболу з міста  Миколаїв. Команда представляє Федерацію Американського Футболу Миколаївської області, члена всеукраїнської Федерації Американського Футболу України. Учасник Української Ліги Американського Футболу ULAF.
Команда є переможцем Кубку Молодих Команд України (КМК) 2014 року. У 2015 році команда посіла друге місце та стала срібним призером Першої Ліги Чемпіонату України.

## Заснування
Команда «Вікінги» заснована у 2012-му році миколаївськими гравцями Володимиром Козловим та Дмитром Гладіліним.

## Матчі в Українській Лізі Американського Футболу ULAF

##### 2015-й рік
1. Вікінги (Миколаїв) — Азовські Дельфіни (Маріуполь) — 30:14 (5 квітня, 2015 року, Миколаїв)
2. Тигри (Харків) — Вікінги (Миколаїв) — 24:28 (26 квітня, 2015 року, Харків)
3. Вікінги (Миколаїв) — Акули (Херсон) — 08:40 (10 травня, 2015 року, Миколаїв)
4. Вікінги (Миколаїв) — Атланти (Харків) — 00:24 (23 травня, 2015 року, Миколаїв)
5. ЗМ Юнайтед (Запоріжжя) — Вікінги (Миколаїв) — 00:56 (7 червня, 2015 року, Запоріжжя)
6. Акули (Херсон) — Вікінги (Миколаїв) — 06:28 (20 вересня, 2015 року, Херсон)
7. Атланти (Харків) — Вікінги (Миколаїв) — 18:00 (3 жовтня, 2015 року, Харків)
8. Вікінги (Миколаїв) — Акули (Херсон) — 14:00 (31 жовтня, 2015 року, Миколаїв)
9. Атланти (Харків) — Вікінги (Миколаїв) — 56:12 (14 листопада, 2015 року, Харків)

## Матчі Кубку Молодих Команд (КМК) України 2014
- Вікінги (Миколаїв) — Атланти-2 (Харків) — 38:22 (26 липня, 2014 року, Южне)
- Вікінги (Миколаїв) — Гепарди (Южне) — 50:6 (27 липня, 2014 року, Южне)

## Товариські матчі

##### 2013-й рік
- Вікінги (Миколаїв) — Ведмеді (Мелітополь) — 38:6 (9 листопада, 2013 року)

##### 2014-й рік
- Вікінги (Миколаїв) — Ракети (Дніпропетровськ) — 0:70 (5 квітня, 2014 року)
- Вікінги (Миколаїв) — Акули (Херсон) — 0:54 (18 травня, 2014 року)
- Вікінги (Миколаїв) — Витязі (Київ) — 16:18 (25 жовтня, 2014 року)

##### 2015-й рік
- Акули (Херсон) — Вікінги (Миколаїв) — 14:0 (15 березня, 2015 року)
- Гепарди (Южне) — Вікінги (Миколаїв) — 12:42 (23 серпня, 2015 року)
- Ракети (Дніпропетровськ) — Вікінги (Миколаїв) — 52:8 (5 вересня 2015 року)